# Tauqir Dar
Tauqeer Dar (Lahore, 31 januari 1964) is een hockeyer uit Pakistan. 
Dar won met het Pakistaanse elftal olympisch goud in Los Angeles.
Dar was de bondscoach van het Pakistaanse mannenhockeyploeg tijdens het Wereldkampioenschap 2018.

## Erelijst
- 1984 –  Olympische Spelen in Los Angeles